# Nathalie Magnan
Pour les articles homonymes, voir Magnan.
Nathalie Magnan, née à Marseille le 29 novembre 1956 et morte dans la même ville le 15 octobre 2016, est une théoricienne activiste des médias, cyberféministe, et réalisatrice française.
Webmistress, elle modère plusieurs forums et listes de discussion. Elle enseigne à l'université et est professeure en école d'art. Elle est connue pour avoir initié des collaborations entre l'activisme sur le Net et la navigation en mer avec le projet Sailing for Geeks (Navigation pour les geeks). Elle est également coorganisatrice du Los Angeles Gay and Lesbian Film Festival en 1984. Elle meurt à son domicile d'un cancer du sein métastasé,.

## Formation
Après une licence de lettres à l'université de Nanterre, Paris-X, elle part étudier aux États-Unis et obtient un Master en Beaux arts au Visual Studies Workshop à Rochester (New York). Elle y rencontre Catherine Lord, Mario Biagioli, Skuta Helgason et Lisa Bloom. Elle suit des études doctorales à l’Université de Californie à Santa Cruz et obtient un Qualifying Exam (équivalence DEA[réf. nécessaire]). Elle rencontre Teresa de Lauretis au département des Women Studies (études femmes). Au département History of Consciousness (Histoire de la prise de conscience), elle rencontre James Clifford (en) et Donna Haraway dont elle devient l'assistante.

## Enseignement
Elle commence sa carrière d'enseignante comme chargée de cours à l'université d'État de Californie à Northridge, et à l'université Chapman à Orange, en Californie. Elle y enseigne l'Introduction à la photographie de 1984 à 1985. Professeure assistante à l’Université de Californie à Santa Cruz de 1986 à 1990, elle enseigne la théorie des médias, les cultural Studies, et l'histoire de la photographie.
De retour en France, elle s'emploie à transmettre l'expérience les américaines[pas clair] dans son enseignement, dans ses films, ses publications, et les événements qu'elle organise ou auxquels elle participe.
De 1991 à 1999, elle est chargée de cours à l’Université Paris-VIII. De 1994 à 2006, elle est invitée à donner des cours et des ateliers à la Base Vidéo de l'ENSBA Paris sur les questions de représentation dans la vidéo, et sur la question de l'accès aux médias. Au 1er janvier 1998, elle est nommée professeur à l’École nationale supérieure d'art de Dijon. En 2007, elle rejoint l’École nationale supérieure d’art de Bourges à l'invitation de Paul Devautour. Elle y enseigne jusqu'en 2012. L'Arc Genre, dont elle prend l'initiative et auquel elle associe Giovanna Zapperi, est un espace d'innovation pédagogique. Elle y organise des cycles de conférences où elle invite C. Lord, Paul B. Preciado, Shu Lea Cheang, Yann Beauvais, Patrick Cardon, etc. En 2012, elle invite A-LI-CE (Claire Fristot) pour animer un atelier VJing qui constitue une première en école d'art. Elle crée des liens et des échanges avec l'École d'art de Luang Prabang (Entr'écoles, 2008 et 2010) et avec l'Université de Californie à Irvine (CRUde1 aux États-Unis et CRUde2 en France). À Bourges, elle noue des collaborations avec Emmetrop et avec Bandits-Mages. De 2008 à 2013, elle est chargée du cours Art média, en Master 2 Journalisme Culturel à la Sorbonne. De 2011 à 2013, elle enseigne la Création et les Réseaux au Master Création Numérique de la Sorbonne. Ses enseignements portent sur l'analyse et la critique des médias d'un point de vue féministe, queer et post-colonial. Elle y a intégré de nombreux supports : photographie, vidéo, found footage (images trouvées), art en réseau, VJing. Plus que la transmission de savoirs constitués, elle développe un art de la méthode, un processus transdisciplinaire de conquête de l'autonomie.

## Théorie des médias
Théoricienne et activiste des médias, elle publie aux éditions de l'Ensba deux recueils d'articles traduits de l'anglais et de l'allemand, La Vidéo : entre art et communication, puis Connexions : arts, réseaux, médias, avec Annick Bureaud. Elle modère la liste de diffusion francophone nettime-fr et la liste de diffusion CEDAR, Coordination des Écoles d'Art en Réseau. Elle publie de nombreux textes et articles liés à l'hacktivisme, aux médias tactiques, à la création en réseau, aux logiciels libres et à l'activisme en ligne. « Aujourd'hui, l'héritage des hacktivistes permet d'utiliser des logiciels libres, de mieux se situer dans les batailles autour du copyright, de la liberté d'expression, la protection de la vie privée et la lutte contre le contrôle de nos agissements en ligne. »
Nathalie Magnan organise et participe à de nombreux événements qui conjuguent souvent plusieurs de ses domaines d'intervention. En 2000, Isea, le symposium international des arts électroniques, se tient à Paris. Aucune femme n’y est invitée. Nathalie Magnan, organise alors un ISEA Off en invitant la liste Faces pour une journée consacrée au cyberféminisme, accueillie par Mathilde Ferrer au Centre de documentation de l'ENSBA. Chacune a 5 minutes pour présenter son travail. C’est une grande première pour la visibilité de ces femmes, artistes des nouveaux médias.

## Activisme

### Télévisions d'accès public
Aux États-Unis, elle participe aux télévisions d'accès public et médias tactiques, réalise plusieurs films avec les collectifs Paper Tiger Television et Deep Dish TV, dont le multi-primé The Gringo in Mañanaland avec DeeDee Halleck (en), et consacre plusieurs articles à ce sujet, dans Le Monde diplomatique, Le Courrier de l'Unesco ou pour Transmediale.
De retour en France à l'automne 1990, elle rencontre un groupe de journalistes, artistes et activistes avec qui elle contribue à créer un collectif, Canal déchaîné, qui réalisera notamment un documentaire de critique de la couverture médiatique de la guerre du Golfe, Avez-vous vu la guerre ?.
En février 1999, elle organise deux soirées d'hommage aux télévisions libres au Forum des images, « Télévisions des citoyens », fait partie (en tant que « réalisatrice ») des premiers soutiens de la Coordination permanente des médias libres (CPML), créée en mai 1999 afin, notamment, que soient « enfin reconnues et autorisées les chaînes de télévision locales et nationales associatives et d'accès public », et soutient Paris accès public (PAP), projet d'incubateur de l'accès public interactif multimédia.
Elle crée à cette occasion un site web consacré aux chaînes ouvertes et aux chaînes d'accès public du monde entier dont l'adresse, http://www.altern.org/accespublique, est « doublement symbolique », parce qu'hébergé sur Altern.org, et du fait de son orthographe, « révolutionnaire » parce que cyberféministe.
Nathalie Magnan figure à ce titre au nombre des personnalités interviewées par Michèle Rollin dans son documentaire de 2001 Rendez-vous à Matignon consacré à Ondes sans frontières (OSF), une télévision associative qui émettait alors sur Paris et où elle était intervenue au sujet des télévisions d'accès public.

### Cyberféminisme
C'est une pionnière du cyberféminisme en France. Elle crée le site internet Cyberféminismes.org. En 1999, elle intervient dans l'émission de Canalweb des Pénélopes sur le cyberféminisme. En 2000, elle organise l'événement FACES / ISEA off à Paris, avec Kathy Rae Huffman (en) et Isabelle Arvers et Arghyro Paouri : une journée consacrée à l'art numérique au féminin à l'ENSB-A[source insuffisante]. La même année, elle participe à la création d'une émission de femmes pour la télévision locale d’Aubervilliers intitulée SixSex et réalise une émission sur les dangers des tampons pour les femmes.
En 2001, elle participe au festival Very Cyberfeminist International à Hambourg. En 2002, elle traduit et publie en ligne le Manifeste Cyborg de Donna Haraway, qui sera repris, avec d'autres essais, en 2007 aux éditions Exils, édités en collaboration avec Laurence Allard et Delphine Gardey. Elle organise à la Maison des Métallos une série de présentations d'artistes femmes actives dans le numérique - Openmic cyberfem - et anime des ateliers Gender Changer Academy pour la ZELIG[source insuffisante], une semaine d'ateliers, démos, rencontres, débats, autour des réseaux, de la communication, du logiciel libre et de la résistance électronique. Elle met en place le site internet des Chiennes de Garde, et modère ce forum féministe francophone jusqu'au 21 juin 2003.
En 2008, elle organise avec Isabelle Arvers et Anne Roquigny la Rencontre Femmes et réseaux au théâtre Paris Villette.
Elle donne des conférences sur « Féminisme et cyberfem », au Master of Advanced Studies, à la Zurich University of the Arts en 2009 à Zurich et au Colloque Je suis une femme, pourquoi pas vous ? au Forum des images, en mars 2010 à Paris.
Les 7 et 8 mars 2015, elle participe à l'Editathon Art+Feminism, marathon de publication sur Wikipédia en faveur des femmes, à la fondation Galeries Lafayette ; le 6 juin, elle intervient sur les médias tactiques lors de Performing Opposition aux Laboratoires d'Aubervilliers[source insuffisante].

### Sailing for Geeks
Navigation à la voile et sur la toile : Nathalie Magnan invente le concept Sailing for geeks grâce auquel elle conduit deux projets internationaux de communication médiatique qui tentent de combiner les logiques rigoureuses de la voile avec celles de la cybertechnologie : Sailing for geeks 1 en Finlande, dans le cadre d'Isea 2004, Sailing for geeks 2 en 2005, est une exploration des conditions de navigation dans le détroit de Gibraltar à la rencontre de ceux qui tentent de quitter les côtes marocaines pour rejoindre l’Europe.
Ses dernières interventions publiques remontent à 2015 : le 21 novembre 2015, elle intervient comme experte au Blackmarket for Useful knowledge and Non Knowledge au Musée de l'Homme.

### Activisme gay et lesbien
Nathalie Magnan est coorganisatrice du Los Angeles Gay and Lesbian Film Festival en 1984. Dans les années 1990, elle participe au festival New Queer Cinema à l'American Center de Paris. En 1994, elle est cofondatrice du Festival de films gays et lesbiens de Paris (Yann Beauvais, Philip Brooks et Élisabeth Lebovici), dont elle assure la présidence en 2001-2002. En décembre 1995, elle est présente, avec Lesborama, au festival lillois Questions de genre – 100 ans de cinéma gai et lesbien – 10 ans de prévention, qui accueille sur grand écran la première Nuit Gai de Canal+.
Nathalie Magnan a collaboré à la revue Gai Pied en 1992.
En 1995, elle réalise Lesborama, un montage d'archives et interviews concernant les mouvements lesbiens en partant des années 1970 avec les Gouines rouges. Le documentaire est réalisé dans le cadre de la « Nuit gay », réponse internationale et historique à la question « Existe-t-il une culture lesbienne ? » pour Canal +. Le film circule régulièrement dans les festivals de films gays et lesbiens internationaux.

## Publications
- La vidéo : entre art et communication, Paris, Ensba, 1997
- Connexion, art, réseaux, médias, Paris, Ensba, 2002, 642 p. (ISBN 2-84056-079-8), en collaboration avec Annick Bureaud.
- Donna Haraway (trad. Marie Héléne Dumas, Charlotte Gould, Nathalie Magnan), « Manifeste cyborg. Science, technologie, et féminisme à la fin du XXe siècle », www.cyberfeminisme.org,‎ 2002 (lire en ligne)
- Donna Haraway, Manifeste cyborg et autres essais : Sciences - Fictions - Féminismes ; anthologie établie par Laurence Allard, Delphine Gardey et Nathalie Magnan, Paris, Exils, 2007, 333 p.

## Filmographie
- Il n'y a pas de fumée sans feu, et en plus c'est vrai, Canal+, 24 min, 1996
- Un homme sur deux est une femme, La Huit, 5 min, 1996
- Internautes, Canal+, 13 min, 1995
- Lesborama, Canal+, 30 min, 1995
- Dee Dee Halleck, El Gringo in Mañanaland, 1994 : co-scénariste et co-monteuse avec Dee Dee Halleck
- High Tech Baby, Deep Dish TV, 30 min, Spring season 1994 : conception en collaboration avec Kathy High et réalisation des séquences françaises
- L'Eprouvante éprouvette, G. Production, 34 min, 1991
- Avez-vous vu la guerre ?, 45 min, 1991, en collaboration avec Canal déchaîné
- Martha Rosler reads the case of Baby SM, or, Born to be sold, 27 min, 1988, en collaboration avec Paper Tiger TV, New York
- Donna Haraway reads the National Geographic of Primates, 27 min, 1987, en collaboration avec Paper Tiger TV, New York